# Pace a chi entra
Pace a chi entra (Myr Vchodjashchcemu) è un film del 1961 diretto da Aleksandr Alov e Vladimir Naumov.